# استرلینگ، آلاسکا
استرلینگ (به انگلیسی: Sterling) شهری در بخش شبه‌جزیره کنای ایالت آلاسکا است که جمعیت آن در سرشماری سال ۲۰۰۰ میلادی ۴۷۰۵ نفر بوده‌است.